# 阿马迪厄斯湖
阿马迪厄斯湖（Lake Amadeus）也作亞馬丟斯湖，是澳大利亚北部地方西南部一座盐湖，位于麦克唐奈山脉（北）与马斯格雷夫岭（南）之间的盆地内。湖泊间歇性拥有少许湖水，在有些时候长约145公里，宽20公里，面积880平方公里。旱季是变为干盐湖。英国探险家厄内斯特·贾尔斯（Ernest Giles）于1872年考查该湖并以当时西班牙国王阿玛迪奥一世（Amadeo I）的名字命名。湖泊附近有些地区利用地下水饲养家畜。湖北部有天然气开采。